# Arcos Dorados
A Arcos Dorados Holdings é a maior franquia do McDonald's no mundo em termos de vendas e número de todo o sistema de restaurantes. Tal como em 31 de dezembro de 2010, representou 6.7% das franquias de restaurantes McDonald’s globalmente.
Atualmente, é o maior operador de restaurantes McDonald's e a maior rede de serviço rápido (QSR) na América Latina e no Caribe, empregando mais de 81.250 funcionários. Serve mais de 4,3 milhões de clientes diariamente.

## Área de negócios
A Arcos Dorados opera em 20 países e territórios na América Latina e o Caribe, incluindo Argentina, Aruba, Brasil, Chile, Colômbia, Costa Rica, Curaçao, Equador, Guadalupe, Guiana Francesa, Martinica, México, Panamá, Peru, Porto Rico, St. Croix, St. Thomas, Trinidade e Tobago, Uruguai e Venezuela. A empresa se dedicou como o organizador da Copa do Mundo FIFA de 2014 para treinar o serviço ao cliente para mais de 15 mil voluntários da Copa do Mundo.

## História
O McDonald's tem uma longa história na América Latina e no Caribe, que data da abertura de seu primeiro restaurante em Porto Rico em 1967. Desde então, o McDonald's expandiu sua presença em toda a região, abrindo suas primeiras lojas na Costa Rica em 1970, no Brasil em 1979, no México e Venezuela em 1985 e na Argentina em 1986.
A Arcos Dorados foi formada em 3 de agosto de 2007, como resultado da aquisição do negócio latino-americano da McDonald's pelos gerentes de operações da região. Antes da aquisição, Woods Staton, Presidente, CEO e acionista controlador da Arcos Dorados, foi o parceiro de joint venture da McDonald's na Argentina por mais de 20 anos e também atuou como presidente da divisão McDonald's South Latin America de 2004 até a aquisição. A Arcos Dorados anunciou sua oferta pública inicial e se tornou uma empresa de capital aberto em 14 de abril de 2011, depois de listar suas ações na Bolsa de Valores de Nova York.

## Operações
Com quase US$ 3,8 bilhões em vendas em 2012, a Arcos Dorados representa 5,6% das vendas globais da McDonald's. Na América Latina e no Caribe, a Arcos Dorados é a maior rede de alimentação fast-food e é três vezes maior em tamanho do que o competidor mais próximo. Em comparação com os EUA, a América Latina tem menos McDonald's por pessoa. Há um McDonald's por cada 22.200 cidadãos nos Estados Unidos. No México, Costa Rica e Panamá há um restaurante por cada 254.000 cidadãos; No Brasil, há um para cada 310.700 cidadãos; e no resto da América do Sul, há um por cada 317.400 cidadãos.

### Restaurantes operadoras pela empresa e por franqueados
A Arcos Dorados opera seus restaurantes McDonald's sob duas estruturas: restaurantes operados pela empresa e por restaurantes franqueados. A empresa possui, administra e opera aproximadamente 75% de seus restaurantes.
Os restaurantes operados e gerenciados por franqueados contam aproximadamente os 25% restantes dos locais afiliados. Eles recebem suporte técnico e operacional da Arcos Dorados, incluindo programas de treinamento, manuais de operações, acesso a sua rede de fornecimento e distribuição e assistência de marketing.

### McCafés e quiosques
Lançado em 1999, o conceito McCafé destina-se a atrair novos clientes, especialmente durante o café da manhã e depois do almoço, em áreas separadas nos restaurantes onde os clientes podem comprar lattes, cappuccinos, mochas, cafés premium com chocolate quente e chocolate quente. Em 2021, havia 298 locais McCafé na América Latina, sendo 95 no Brasil e 78 na Argentina.
Os quiosques operam separadamente dos restaurantes existentes, oferecendo sobremesas tradicionais do McDonald's como o sorvete McFlurry e soft-serve. Em 2021, havia 3.265 quiosques na América Latina, sendo 2.013 no Brasil. O primeiro quiosque abriu na Costa Rica em 1986.

### Reformulação
A Arcos Dorados atualizou seus restaurantes McDonald's em toda a região. Entre 2010 e 2012, mais de 260 restaurantes foram totalmente renovados com maiores áreas de encontro, cores mais quentes, móveis contemporâneos, obras de arte, grandes janelas que permitem mais luz natural e muitas vezes têm espaço ao ar livre com mesas e guarda-sóis para refeições ao ar livre.

## Menu
Os menus do Arcos Dorados apresentam os mesmos itens essenciais do McDonald's em todo o mundo, incluindo hambúrgueres, batatas fritas, saladas e sanduiches de frango, mas também inclui alimentos exclusivos da região. Alguns exemplos incluem uma sobremesa semelhante ao flan no Peru, o doce de leche sundaes na Argentina e o McMollette (muffin inglês com feijão refrito, queijo e salsa).
Um menu típico inclui três camadas de opções: opções acessíveis de nível de entrada, como os grandes prazeres, preços pequenos ou "Combo del Día"; opções principais do menu, como o Big Mac, McLanche Feliz e Quarteirão; e opções premium, como hamburgueres premium Big Thasty ou Angus e sanduíches de frango.

### Nutrição e bem-estar
Diante do crescente escrutínio da marca McDonald's em todo o mundo, a Arcos Dorados começou a implementar mudanças em seu menu em 2007, incluindo a introdução de saladas laterais como substituto das batatas fritas, adicionando frutas em McLanche Feliz e saladas de entrada.
Em 2011, Arcos Dorados lançou uma nova refeição feliz, com totais reduzidos de sódio, calorias e gorduras. Agora, todas as combinações McLanche Feliz na América Latina contêm menos de 600 calorias - menos de um terço da ingestão diária de calorias recomendada para crianças pela Organização Mundial da Saúde. Eles também incluem uma porção de frutas frescas. Em 2011, o teor de sódio em pãezinhos, McNuggets, queijo e ketchup foram reduzidos em média em 10%.
Arcos Dorados foi a primeira rede de restaurantes da América Latina a publicar todo o seu conteúdo em calorias em seus restaurantes em 2013. Informações nutricionais para a comida do McDonald's podem ser encontradas em todos os restaurantes em cartazes perto do balcão e em tapetes de papel que alinham as bandejas de comida. Informações nutricionais completas sobre cada item alimentar estão disponíveis em seus sites.
Em 2011, a Arcos Dorados lançou um site, "Comer e Aprender", no Brasil. O site inclui diretrizes nutricionais, receitas e conselhos de médicos e nutricionistas. A Arcos Dorados também patrocina vários programas educacionais, esportivos e de bem-estar em toda a América Latina e Caribe. Um evento é o McDonald's 5K Women Run (Las Mujeres Corremos), um evento regional envolvendo mais de 60.000 mulheres em 22 cidades e 19 países da América Latina.

## Propaganda e promoção
Através do McDonald's, Arcos Dorados patrocina vários eventos esportivos globais, como os Jogos Olímpicos e a Copa do Mundo da FIFA no Brasil em 2014. A empresa usa campanhas similares de publicidade e em lojas como o McDonald's. Por exemplo, a campanha McDonald's Monopoly, que tem sido uma campanha global há muitos anos, é executada em vários países da América Latina, incluindo Chile, Argentina e Brasil.
O McDonald's foi alvo de grupos de advocacia para acabar com publicidade e marketing para crianças. Em 2008, a Arcos Dorados implementou as Diretrizes Globais de Marketing de Crianças do McDonald's, que estipulam que a empresa comunica escolhas alimentares equilibradas que se enquadram nas necessidades nutricionais de uma criança; use seus caracteres e propriedades licenciados para incentivar a atividade física e promover escolhas alimentares equilibradas para crianças; instilar mensagens positivas sobre bem-estar, corpo, mente e espírito; fornecer informações nacionais para ajudar pais e famílias a fazer escolhas informadas e envolver terceiros para ajudar a orientar seus esforços.

## Empregados
A Arcos Dorados é um dos maiores empregadores da América Latina com 81 mil funcionários. Para a maioria de seus funcionários, Arcos Dorados é seu primeiro empregador, com pagamento formal, benefícios e treinamento.
A empresa possui um programa de treinamento estruturado que ajuda no desenvolvimento pessoal e profissional. A McDonald's University treina gerentes de restaurantes, intermediários e proprietários / operadores em melhores práticas em gerenciamento de restaurantes e pessoas, vendas, marketing e contabilidade. Estão disponíveis currículos adicionais de treinamento de gerenciamento para funcionários que desejam avançar dentro da empresa. Mais de 52 mil pessoas de toda a América Latina participaram de cursos e atividades educacionais da McDonald's University.
Uma pesquisa realizada em 2011 em mais de 40 mil empresas na América Latina e no Caribe indicou que metade das empresas da região estão lutando para encontrar empregados qualificados. Em abril de 2012, a Arcos Dorados tornou-se uma das primeiras empresas a se juntar ao Programa Novas Oportunidades de Emprego (NEO). Desenvolvido pelo Banco Interamericano de Desenvolvimento e pela Fundação Internacional da Juventude, o programa ajuda a aumentar a empregabilidade da juventude da região. Seu objetivo é aumentar a entrada no emprego entre jovens pobres e de baixa renda. A participação corporativa no programa envolve um investimento inicial de patrocinadores de US$ 37 milhões em dinheiro e recursos em espécie.
Arcos Dorados é consistentemente classificado como um dos melhores lugares para trabalhar na América Latina. O Great Place to Work Institute classificou a quarta empresa entre os melhores 25 melhores empregadores multinacionais da América Latina em 2012 e sexto em 2013, e levou o ranking "Súper Empresas" pela revista Expansión / CNN.
A empresa tem fortes relações com os sindicatos em muitos países e inclui o trabalho sindicalizado entre seus trabalhadores. No Brasil, alguns sindicatos desafiaram a empresa em horários de trabalho a tempo parcial ou flexíveis.

## Caridade
Uma das principais causas de caridade da Arcos Dorados é o Instituto Ronald McDonald. Em 2021, havia 67 programas do Instituto Ronald McDonald em 13 países da América Latina e do Caribe. Isso inclui 30 Casas Ronald McDonald; 35 quartos familiares Ronald McDonald e 2 Ronald McDonald Care Mobile, que foi construído para fornecer serviços de cuidados pediátricos a locais remotos.
O McDia Feliz, fundador de recursos mundiais do McDonald para o Instituto Ronald McDonald, gera dinheiro para várias causas infantis, incluindo o próprio instituto, através dos ganhos das vendas da Big Macs. Em 2021, o McHappy Day (McDia Feliz ou Gran Día) na América Latina arrecadou cerca de US$ 6 milhões para o Instituto Ronald McDonald.

## Responsabilidade ambiental e social

### Sustentabilidade alimentar
Existem muitos mitos e percepções errôneas sobre a qualidade dos produtos McDonald's, incluindo ingredientes e aditivos em seus produtos de carne bovina. Uma recente campanha de televisão e internet da Arcos Dorados chamada "Além da nossa cozinha" ou "Mas Alla De La Cocina" destaca a origem dos ingredientes utilizados nos restaurantes McDonald's e aborda questões sobre a qualidade dos alimentos do McDonald's, mostrando as fazendas de origem da carne, frango, batata e vegetais e como o alimento é tratado e processado antes de abrir caminho para o restaurante McDonald's.
Globalmente, o McDonald's trabalhou com o especialista em bem-estar animal, Dr. Temple Grandin, desde meados da década de 1990 para ajudar a garantir que os animais da cadeia de suprimentos sejam devidamente atendidos. O McDonald's está atualmente em discussão com seus fornecedores de carne suína para explorar formas de eliminar as bancas de gestação para porcos e está trabalhando com produtores e fornecedores para desenvolver sistemas de rastreabilidade para provar que a carne que compra não é de fazendas que usam barracas de gestação.
O McDonald's tornou-se membro da Mesa Redonda Global para a Carne Sustentável (GRSB) em 2012. O grupo está trabalhando para promover a produção sustentável de carne bovina através do comprometimento das partes interessadas na cadeia de valor da carne bovina. Cem por cento dos fornecedores de carne e óleos da Arcos Dorados comprometeram-se a finalizar a aquisição de quaisquer bens produzidos como consequência de qualquer desmatamento da Amazônia.

### Cadeia de mantimentos
Todos os fornecedores de alimentos e papel da Arcos Dorados cumprem a política de responsabilidade do fornecedor McDonald's Supplier Workplace, que estipula que os trabalhadores são compensados e tratados de forma justa, trabalham em condições seguras e produzem alimentos e embalagens de alta qualidade.
Arcos Dorados também pesquisa e audita seus fornecedores na América Latina e no Caribe para garantir que suas operações atendam aos padrões de qualidade, saúde e segurança do McDonald's. com base em padrões industriais reconhecidos globalmente e estabelecidos, incluindo a Organização Internacional de Padronização (ISO), o Conselho de Varejo Britânico (BRC) e o Plano de Controle Crítico de Análise de Perigos (HACCP).

### Reduzindo o consumo
Os restaurantes McDonald's usam uma quantidade significativa de energia, especificamente em armazenamento frio para proteger a segurança alimentar. Nos últimos anos, a Arcos Dorados implementou uma estratégia de manutenção de restaurantes para reduzir o consumo de água, a utilização de energia, quando possível, e a redução de resíduos em seus restaurantes.
Como um exemplo, a empresa desenvolveu um sistema de coleta e armazenamento para a água gerada através da condensação do equipamento de ar condicionado. Eles usaram a água coletada para limpar áreas externas e para regar plantas, reduzindo o consumo diário de água em um restaurante no Brasil de 8.000 litros a 6.800 litros.

## Ligação externas
- Sítio oficial